# غيا دي إسورا
بلدية غيا دي إسورا (بالإسبانية: Guía de Isora) هي بلدية تقع في مقاطعة سانتا كروث دي تينيريفه التابعة لمنطقة جزر الكناري جنوب غرب إسبانيا.

## الديموغرافيا
بلغ عدد سكان بلدية غيا دي إسورا 20.396 نسمة عام 2011 (وفقاً للمعهد الوطني للإحصاء الإسباني).
| 12.560 | 13.761 | 16.320 | 18.722 | 19.261 | 20.536 | 20.396 |